# Jørgen Skafte Rasmussen
Jørgen Skafte Rasmussen, född 30 juli 1878 i Nakskov, död 1964, var en dansk industriman och grundare av DKW.
Efter en ingenjörsexamen i Tyskland och en tids arbete vid en maskinfabrik i Düsseldorf startade han 1904 Firma Rasmussen & Ernst G.M.B.H. för konstruktion och försäljning av ångventiler. Verksamheten växte och utvidgades med produktion, men fick ställas om till krigsändamål 1914.
År 1916  ledde han utvecklingen av en person- och lastbilsprototyp som kunde drivas med ånga, något som var av intresse på grund av bränslebristen under det pågående kriget. Projektet kallades D.K.W. - Dampf-Kraft-Wagen (ångdrivet fordon), men intresset för ångbilar upphörde vid krigsslutet.
Omedelbart efter krigsslutet byggde Rasmussen tillsammans med Hugo Ruppe en liten tvåtaktsmotor på 18 cc och 0,25 hk som en konkurrent till de då populära leksaksångmaskinerna. Motorn såldes i leksaksaffärer under namnet D.K.W. = Des Knaben Wunsch (Pojkens önskan), medan utvecklarna hade tänkt sig att DKW skulle stå för "Das Kleine Wunder" (Det lilla underverket).
Under 1920-talet följde motorcykel- och personbilstillverkning. Under 1930-talet blev DKW del i den nybildade koncernen Auto Union. 1932-1934 satt Rasmussen med i Auto Unions styrelse.

## Familj
Rasmussen var gift med Therese Liebe från Stolberg. Tillsammans fick de dottern Ilse född 1905, sönerna Hans Werner född 1906, Ove född 1909 samt Arne född 1913.

## Utmärkelser
- Riddare av Dannebrogorden,  1939[4]

[Redigera Wikidata]